# 苏多尔格
苏多尔格（法語：Soudorgues，法語發音：[sudɔʁɡ]）是法国加尔省的一个市镇，属于勒维冈区。

## 地理
苏多尔格（44°3'57"N, 3°49'48"E）面积25.7 平方千米，位于法国奧克西塔尼大區加尔省，该省份为法国南部沿海省份，南端濒地中海，北起顺时针与阿尔代什省、沃克吕兹省、罗讷河口省、埃罗省、阿韦龙省和洛泽尔省接壤。
与苏多尔格接壤的市镇（或旧市镇、城区）包括：科洛尼亚克、莱斯特雷许尔、拉萨尔、佩罗勒、圣克鲁瓦-德卡代尔勒、圣马夏尔、瓦勒代古阿勒。

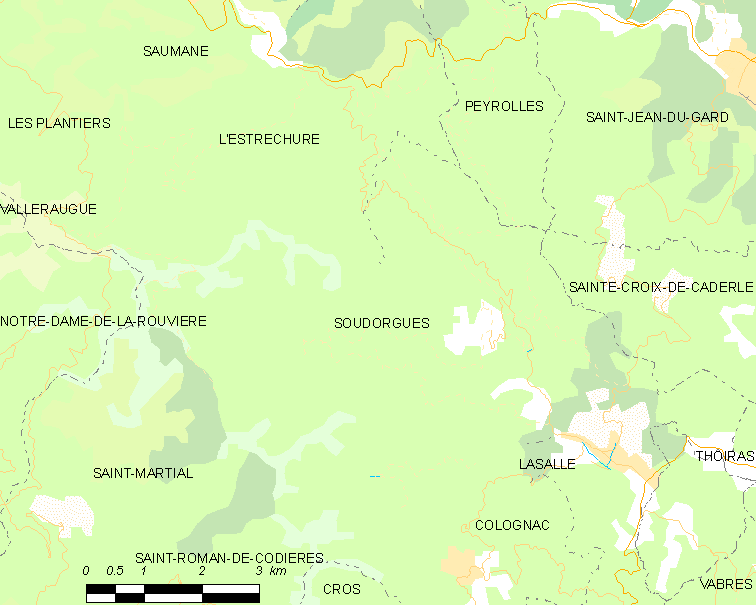
苏多尔格的OSM定位图

苏多尔格的时区为UTC+01:00、UTC+02:00（夏令时）。

## 行政
苏多尔格的邮政编码为30460，INSEE市镇编码为30322。

## 政治
苏多尔格所属的省级选区为勒维冈县。

## 人口

1962-2008年间苏多尔格人口变化图示

苏多尔格于2022年1月1日时的人口数量为268人。